# Serrat de la Pineda (Avinyó)
El Serrat de la Pineda és una serra situada al municipi d'Avinyó, a la comarca catalana del Bages, amb una elevació màxima de 617 metres.